# Francois Hougaard
Francois Hougaard (Paarl, 6 aprile 1988) è un rugbista a 15 sudafricano, mediano di mischia del Saracens in English Premiership.

## Biografia
Cresciuto nel Western Province, con tale squadra Hougaard esordì in Currie Cup nel 2007 prima di passare già nella stagione successiva ai Bulls di Pretoria, con cui si aggiudicò due Super Rugby consecutivi nel 2009 e nel 2010.
Esordiente negli Springbok nel 2009 contro l'Italia a Udine, nel 2011 ha rinnovato il suo contratto con i Bulls almeno fino a tutta la stagione 2012.
Ha inoltre preso parte alla Coppa del Mondo di rugby 2011 scendendo in campo in tutti i 5 incontri in cui il Sudafrica è stato impegnato.
Ha vinto la medaglia di bronzo olimpica a Rio de Janeiro 2016 con la nazionale sudafricana di rugby a 7.

## Palmarès

### Rugby a 15
- Super Rugby: 2
Bulls: 2009, 2010

### Rugby a 7
- Bronzo olimpico: 1
Sudafrica: 2016